# فيرنون هاميلتون
فيرنون هاميلتون (بالإنجليزية: Vernon Hamilton)‏ مواليد 28 ديسمبر 1984 في ريتشموند، هو لاعب كرة سلة أمريكي سابق. بدأ مسيرته الاحترافية في سنة 2007. يبلغ طوله 6 قدم 1 بوصة (1.9 م). لعب كرة السلة الجامعية في جامعة كليمسون. اعتزل اللعب في 2013.

## المسيرة الاحترافية
لعب مع نادي داروشافاكا لكرة السلة في سنة 2007، ثم لعب مع ليبايا لوفاس في سنة 2008، ثم لعب مع فورت واين ماد أنتس في سنة 2008.

## روابط خارجية
- فيرنون هاميلتون على موقع كرة السلة الأوروبية.كوم (الإنجليزية)
- فيرنون هاميلتون على موقع DraftExpress.com (الإنجليزية)
- فيرنون هاميلتون على موقع كلية كرة السلة في سبورتس رفرنس.كوم (الإنجليزية)
- فيرنون هاميلتون على موقع ريلجم (الإنجليزية)
- فيرنون هاميلتون على موقع بروبوليرز (الإنجليزية)
- فيرنون هاميلتون على موقع سبورتس رفرنس (الإنجليزية)